# Черёмушкинский трамвай
Черёмушкинский трамвай — трамвайная система в посёлке гидроэнергетиков Черёмушки Республики Хакасии. Является одной из самых маленьких на территории России и последних, созданных в СССР и России, трамвайной системой. Единственный трамвай России, где проезд является бесплатным.
Была открыта 18 мая 1991 года, благодаря чему является самой молодой трамвайной системой в России. Несмотря на открытие 31 августа 2022 года Верхнепышминского трамвая, она не утратила данный статус, так как Верхнепышминский трамвай — не система, а одна из многочисленных линий Екатеринбургского трамвая.
В системе одна линия, обслуживающая единственный маршрут: Саяно-Шушенская ГЭС — Вторая терраса.
Линия была построена для перевозки работников СШГЭС, проживающих в Черёмушках, однако прижилась и для обычных жителей посёлка. С 2020 по 2022 год, во время эпидемии COVID-19, она обслуживала лишь работников ГЭС, однако в настоящее время, воспользоваться ей вновь могут все желающие.
Принадлежит и обслуживается одним из подразделений ОАО «Саяно-Шушенский гидроэнергоремонт».

## Описание системы
Современная трамвайная линия была изначально временной железной дорогой Камышта — строящаяся СШГЭС, по которой доставляли стройматериалы и спецоборудование, а также курсировал один пассажирский поезд ДР1 для доставки строителей. После пуска гидроэлектростанции линию на участке Саяногорск — Черемушки разобрали, оставив однопутный участок от Второй террасы в Черёмушках до СШГЭС и переоборудовав его в трамвайную линию.
Линия не имеет разворотных колец, разъездов или оборотных тупиков, поэтому пиковые утренний и вечерний рейсы выполняются тремя вагонами, следующими друг за другом, то есть одновременно на линию выходят максимум три вагона из шести, чаще одна СМЕ и один одиночный вагон. Средний ремонт производится своими силами на территории трамвайного участка, принадлежащего ОАО «Саяно-Шушенский гидроэнергоремонт». Капитальный ремонт — в здании самой Саяно-Шушенской ГЭС.
Единственный маршрут проходит линию за 15 минут и оборачивается туда-обратно за 1 час. В часы пик интервалы меньше и составляют от 15 минут до 60. Строго выдерживается тактовое расписание движения. Первый рейс отправляется из депо в жилой городок в 6:35 утра, последний отправляется в депо в 20:30. Трамвайная линия работает по будням. Ранее несколько рейсов выполнялись также и по выходным дням.

## Подвижной состав

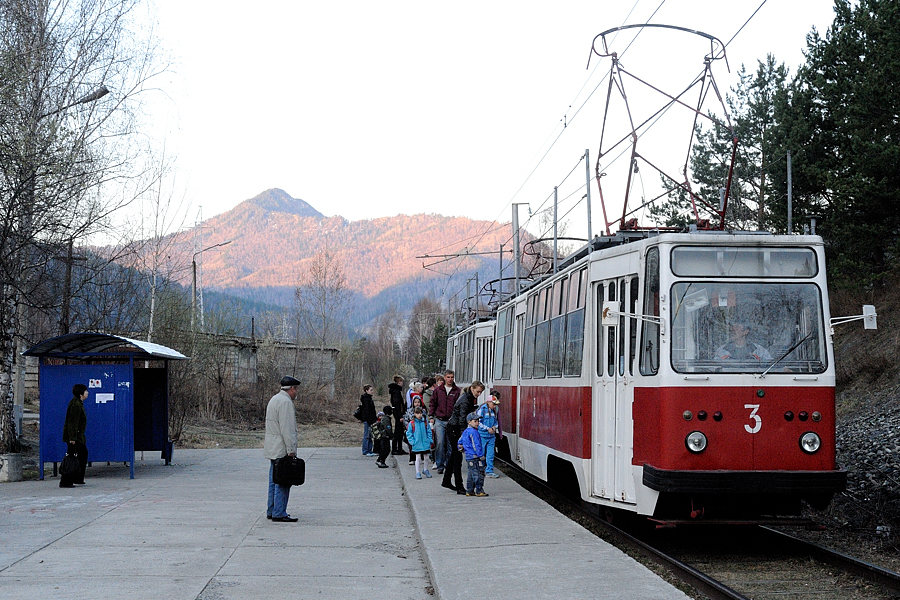
Трамвай 71-88Г на остановке

В хозяйстве черёмушкинской системы — шесть двусторонних, двухкабинных вагонов 71-88Г на базе ЛМ-68М (№ 1-6; СМЕ 1+3, в случае её ремонта в СМЕ сцепляют другие вагоны), построенных в Ленинграде специально для Черёмушек.